# 475
Năm 475 là một năm trong lịch Julius.